# Finnische Fußballmeisterschaft 1909
Die finnische Fußballmeisterschaft 1909 war die zweite Saison der höchsten finnischen Spielklasse im Herrenfußball.
PUS Helsinki gewann die Meisterschaft.

## Endrunde

### Halbfinale
|                 | Ergebnis  |                 |
| --------------- | --------- | --------------- |
| Helsingfors IFK | 3:1 (1:0) | HJK Helsinki    |
| PUS Helsinki    | 6:1 (0:1) | Viipurin Reipas |

### Finale
|              | Ergebnis  |                 |
| ------------ | --------- | --------------- |
| PUS Helsinki | 4:0 (4:0) | Helsingfors IFK |

## Meistermannschaft
| Torwart     | A.O. Holma                                                                   |
| Verteidiger | Arvo Eerikäinen, Niilo Puhakka, Arvo Hamara, Georg Andersson, Johannes Ollus |
| Stürmer     | Kaarlo Sahlan, Arvo Carelius, August Sandsund, Kyösti Kehvola, Yrjö Ahnger   |